# Ch'ŏnma-ho
Le Ch'ŏnma-ho ou Chonma-ho est le char de combat principal de la Corée du Nord. Il est basé sur le T-62 de l'URSS et de fabrication entièrement locale.

## Historique
Sa production fut lancée en 1980. Sa dernière apparition publique a eu lieu le 25 avril 1992, lors de la célébration du 60e anniversaire de la Corée du Nord par le parti communiste.
Il en existe plusieurs versions : le Ch'ŏnma-ho I, II, III (protection autour de la tourelle), IV, V (canon principal de 125 mm) et IM.
Sa conception repose sur les idées du Juche : le gouvernement nord-coréen craignant en effet un sentiment d'abandon de la part de ses alliés, la République populaire de Chine et l'URSS.
En août 2010, les médias nord-coréens révèlent des images du nouveau char de combat principal de la Corée du Nord, le P'okpoong-Ho.

## Pays utilisateurs
- Corée du Nord - 1 200 construit pour  l'armée populaire de Corée, environ un millier en service ;
- Éthiopie: nombre inconnu livré dans les années 1980, plusieurs vus lors d'une parade militaire en 1987[2] ;
- Iran - 150 commandés à la Corée du Nord en 1981 et livrés entre 1982 et 1985.

## Dérivés
- Juche-Po : système d'artillerie autopropulsé basé sur le châssis du Ch'ŏnma-ho.